# 组合剧院

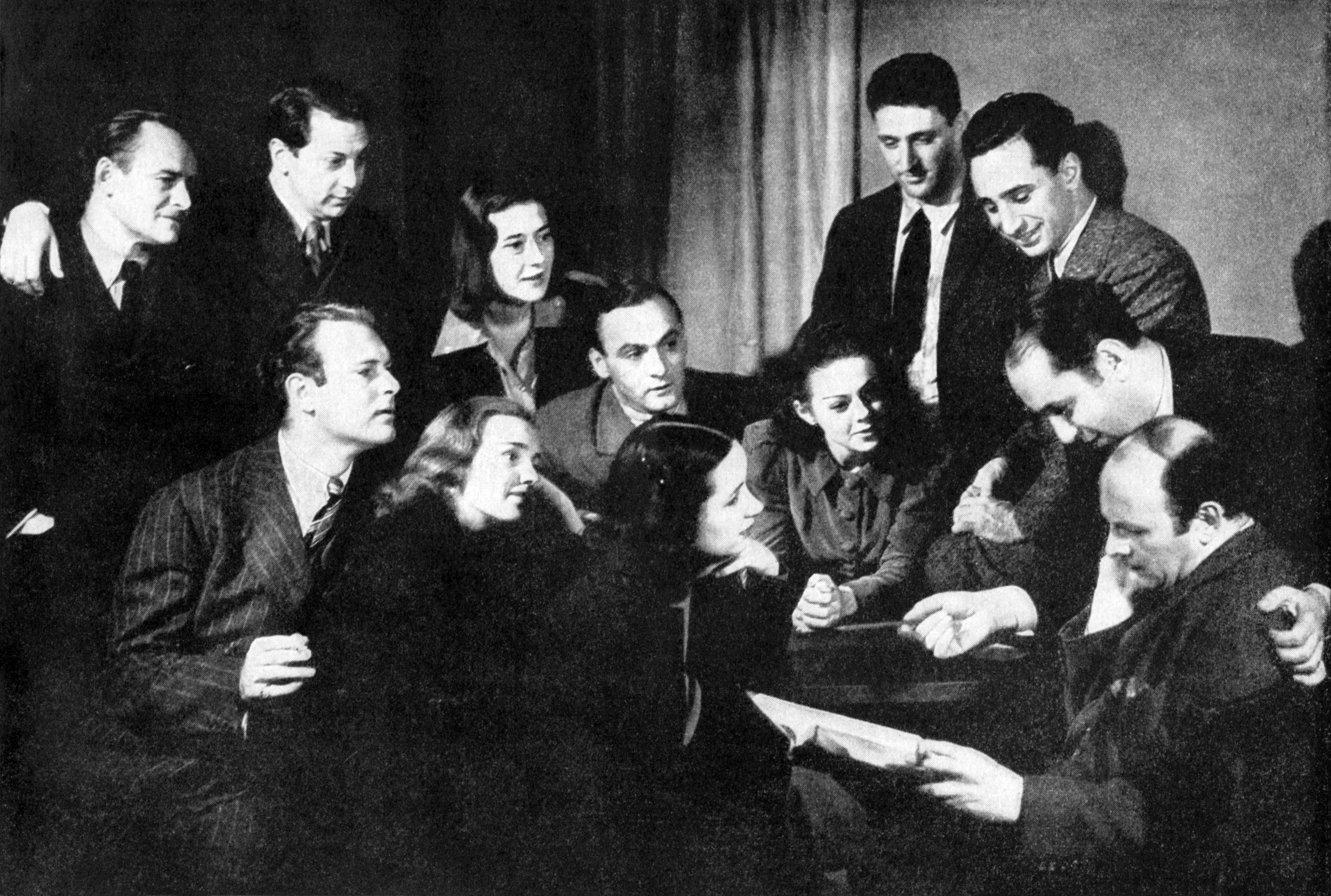
1938年部分成员合照

组合剧院（Group Theatre）是由哈罗德·克勒曼、谢丽尔·克劳福德和李·斯特拉斯伯格于1931年成立于美国纽约市的剧团，推广由康斯坦丁·斯坦尼斯拉夫斯基理论延伸出的“美国表演技巧”（American acting technique）。
在其存在的10年中，集团剧院制作了许多重要美国剧作家的作品，包括克利福德·奥德茨、西德尼·金斯利、保罗·格林、罗伯特·阿德雷和欧文·肖。尽管制作出了《白衣人》（获得普利策戏剧奖）等卖座的作品，但剧团还是在1941年解散，原因包括战争、好莱坞的诱惑、缺乏资金以及成员之间的冲突。